# Сошичне
Со́шичне — село в Україні, у Камінь-Каширському районі Волинської області. Населення становить 2020 осіб. Центр Сошичненської громади.

## Географія
У лісовому масиві в урочищі Липники на північно-східній стороні від села бере початок річка Сукачі, права притока Турії.

## Герб
Щит розтятий, з лазуровою опуклою базою, облямованою зверху сріблом, яке розширюється до країв. Перша частина понижено перетята тонкою золотою пониженою балкою, ламаною у сім зламів, на червоне і зелене, в червоній частині срібний вписаний прямий хрест. В другій частині з бази виходить золота церква з одним шатром і відчиненим лазуровим вікном. Щит вписаний в золотий картуш і увінчаний золотою сільською короною.

## Історія
У 1906 році село Сошичненської волості Ковельського повіту Волинської губернії. Відстань від повітового міста 28 верст. Дворів 212, мешканців 1326.

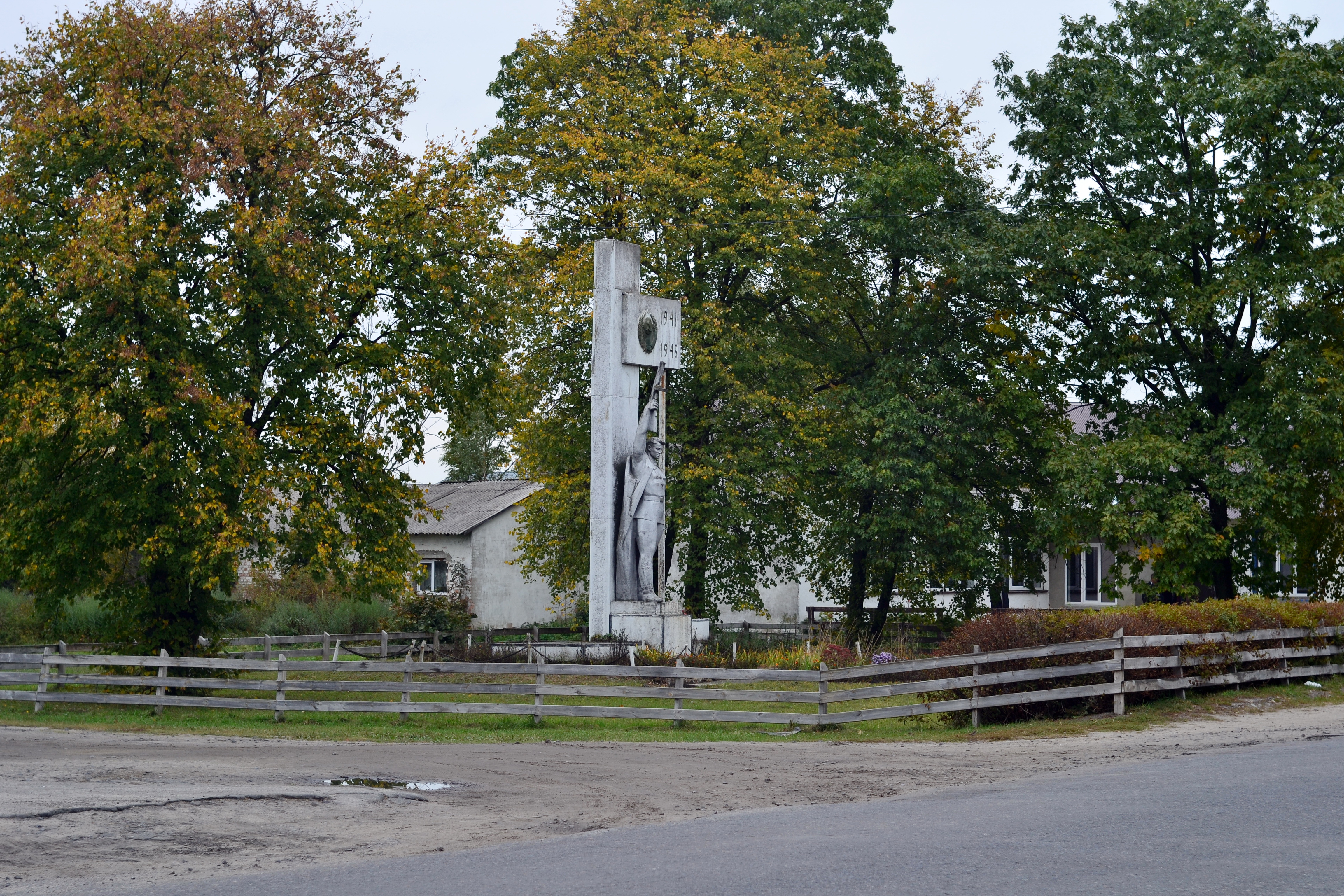
Пам'ятник землякам

## Населення
Згідно з переписом УРСР 1989 року чисельність наявного населення села становила 1773 особи, з яких 822 чоловіки та 951 жінка.
За переписом населення України 2001 року в селі мешкало 1917 осіб.

### Мова
Розподіл населення за рідною мовою за даними перепису 2001 року:
| Мова       | Відсоток |
| ---------- | -------- |
| українська | 99,69 %  |
| російська  | 0,15 %   |
| білоруська | 0,05 %   |
| молдовська | 0,05 %   |